# Широкогруди удварач
Широкогруди удварач (шп. El amante liberal) је једна од 12 Сервантесових новела из збирке Узорних новела, објављених 1613. године у издању Хуана де ла Куесте.

## Тема
У овој новели се обједињују елементи маварског романа са елементима отмице и византијског романа са елементима приче о заточеништву, иако истовремено садржи и критике византијског романа. У новели, осим главне теме која је љубав, такође се појављују и теме сужањства који садрже аутобиографске елементе.

## Кратак садржај
Ова новела говори о бегу и каснијем венчању двоје заточеника са Кипра: Рикардо, сицилијански племић био је заљубљен у Леонису, која је опет била заљубљена у Корнелија. Кад су Корнелије и Рикардо изашли на двобој због Леонисе, напали су их Турци и ухватили Рикарда и Леонису, док је Корнелије успео да побегне.
У заточеништву, Рикардо и Леониса су били раздвојени и обоје су мислили да је онај други мртав. Након много догодовштина, на крају се опет срећу и успевају да се дочепају слободе. Кад су се вратили на Сицилију, Рикардо предаје Леонису Корнелију, међутим, Леониса сад тврди да воли Рикарда, а не Корнелија и да жели с њим да остане.

## Утицаји
Сматра се да је извор за ову новелу Сервантес тражио у Леукип и Клитофонт Ахила Тација, византијског аутора из 3. века.